# شركة تشانجي لصناعات الطائرات
شركة تشانجي لصناعات الطائرات هي شركة صينية مصنعة للمروحيات، وهي مزود لجيش التحرير الشعبي الصيني. تتخذ الشركة من مدينة جينغ دي زهن في مقاطعة جيانغشي مقرًا لها. تأسست الشركة عام 1969 كمؤسسة حكومية وهي الآن تعمل بنظام التعاقد مع جيش التحرير الشعبي. يعمل لدى الشركة 3400 موظف في منشأتين للإنتاج تمتدان على مساحة 1.29 متر مربع، ومنشأة للصيانة على مساحة 220 الف متر مربع. وأخر إنتاج لهذه الشركة هي مروحية زد-10 وهي مروحية هجومية.

## وصلات خارجية
- موقع الشركة